# Wielka Sowa
La Wielka Sowa (littéralement « le Grand Hibou ») est le point culminant des Góry Sowie (littéralement « monts des Hiboux ») qui font partie des Sudètes centrales. Il s'élève à 1 015 mètres d'altitude. Ce mont est situé dans la voïvodie de Basse-Silésie, dans le Sud-Ouest de la Pologne.
Il se situe dans le bassin de l'Oder, exactement à la frontière entre les bassins des affluents de la Bystrzyca et de la Nysa Kłodzka.
Le mont est constitué de roches métamorphiques du Précambrien. 
Les pentes de la Wielka Sowa sont connues pour leurs domaines skiables. On y trouve de nombreuses remontées mécaniques et des pistes de ski.
À son sommet, se trouve une tour de pierres et de béton armé de 25 mètres de haut qui date de 1906. Étant au centre des Sudètes, le panorama y est magnifique. Dans la deuxième moitié du XIXe siècle, une tour de bois y fut déjà construite. Cette tour fut inaugurée en 1886. Elle se trouvait à environ 30 mètres au sud de la tour actuelle. Cette construction de bois perdura jusqu'en 1904. On planifia alors de reconstruire une autre tour en bois mais finalement l'option de la tour actuelle fut choisie. Le président de la société de Dzierżoniów, Richard Tamm, a soutenu l'idée d'une construction permanente en pierre et béton armé. Les travaux ont débuté en juillet 1905 et la cérémonie d'inauguration eut lieu le 24 mai 1906 devant une foule nombreuse. Le nom d'Otto von Bismarck fut donné à la tour. On peut admirer depuis ce panorama le mont Śnieżnik et les collines de Trzebnica (Wzgórza Trzebnickie). Après la Seconde Guerre mondiale, la tour fut renommée Władysław Sikorski et ensuite, le 27 septembre 1981, elle prit le nom de l'ethnographe Mieczysław Orłowicz. L'image de la tour est le symbole de Pieszyce et se retrouve sur son blason.
Le massif se situe dans le parc paysager des monts des Hiboux (Park Krajobrazowy Gór Sowich).

## Sentiers touristiques
À pied :
- Sentier rouge du col du Faucon (przełęcz Sokola) (↑ 1 h, ↓ 0 h 40) ;
- Sentier rouge du col Jugowska (przełęcz Jugowska) par le col de la Chèvre (przełęcz Kozie Siodło) (↑ 1 h 30, ↓ 1 h 10) ;
- Sentier jaune depuis Kamionki (↑ 2 h 15, ↓ 1 h 40) ;
- Sentier jaune depuis Walim (↑ 1 h 15, ↓ 1 h 10) ;
- Sentier bleu du col de Walim (przełęcz Walimska) (↑ 1 h, ↓ 0 h 40) ;
- Sentier vert depuis Sokolec par le refuge de la Chouette (schronisko Sowa) (↑ 1 h 20, ↓ 0 h 50).

À vélo :
- Sentier vélo rouge du col Jugowska (przełęcz Jugowska) vers le col du Faucon (przełęcz Sokola).

À ski :
- Piste rouge vers le refuge PTTK Andrzejówka.

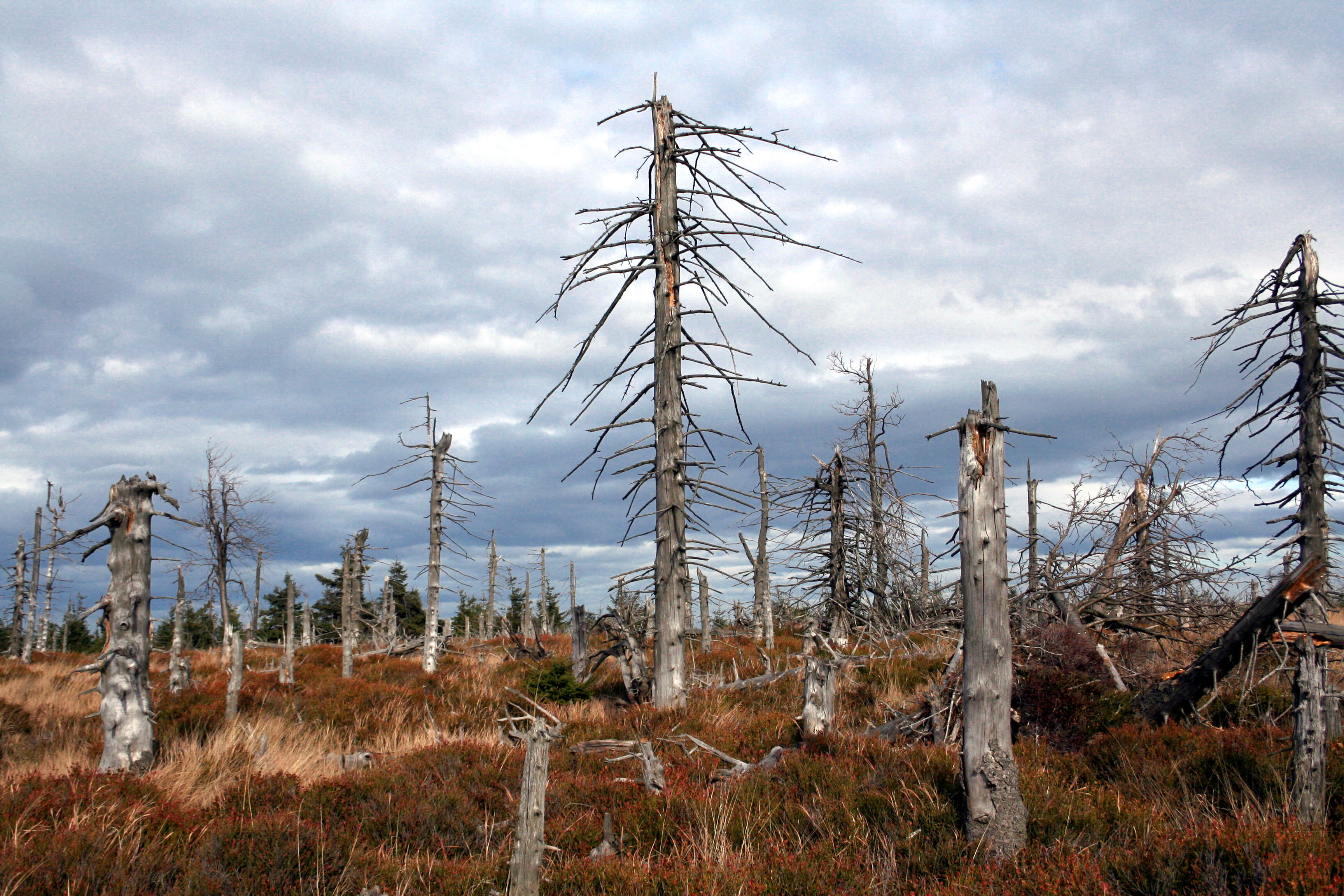
Forêt morte au sommet de la Wielka Sowa
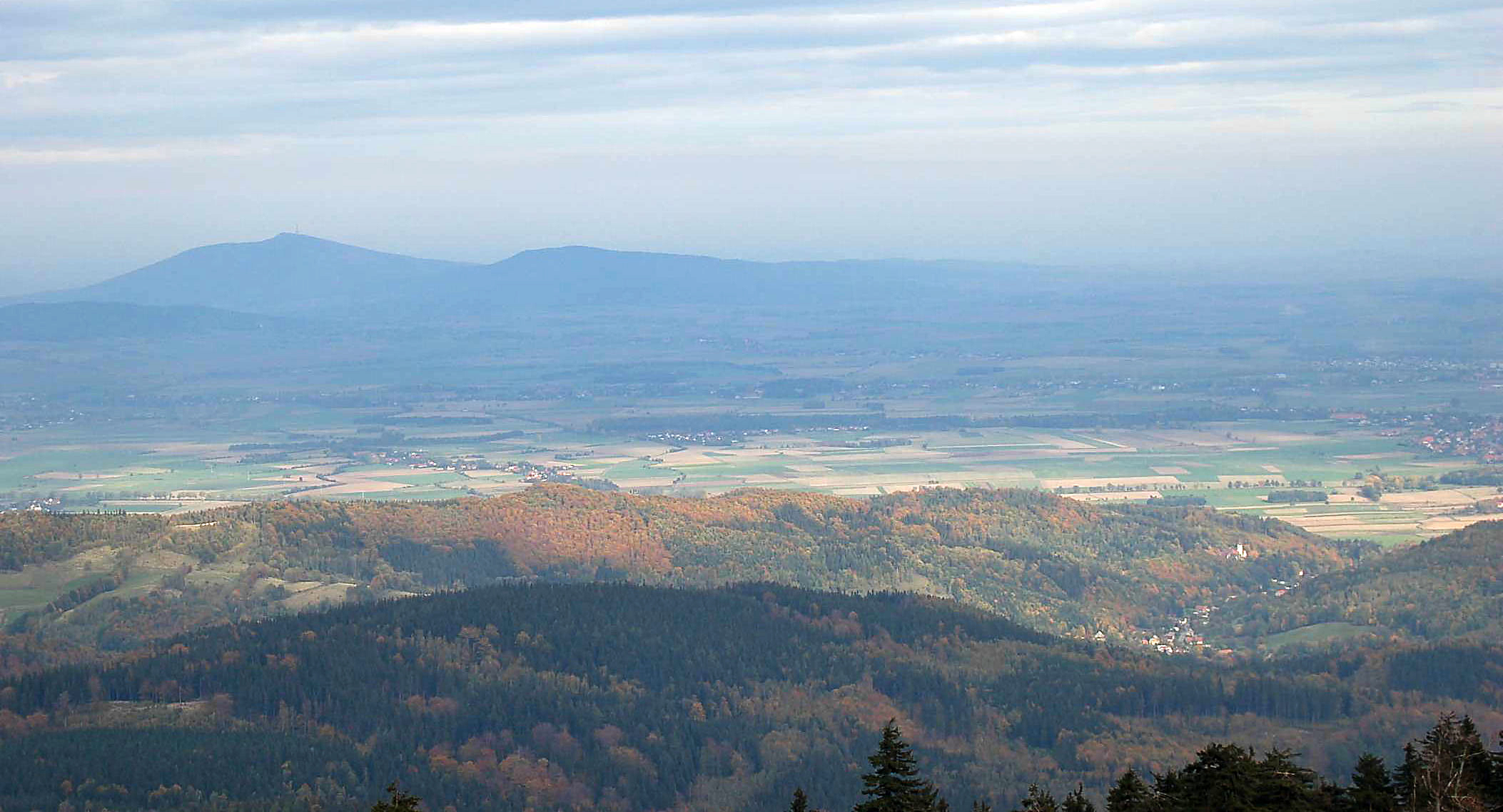
Vue depuis Wielka Sowa sur le massif Ślęża
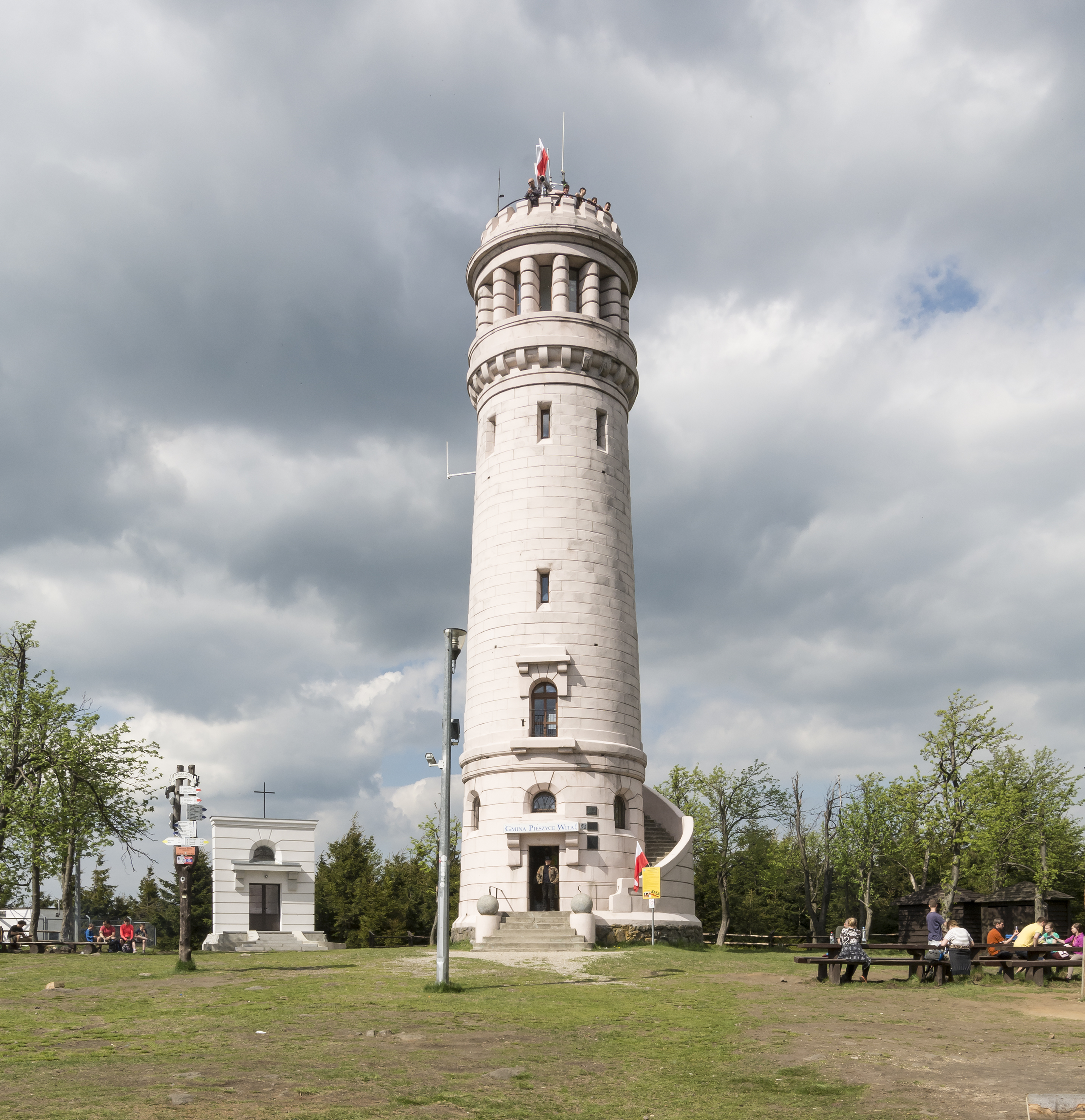
Tour panoramique